# كيتشيكان
كيتشيكان (بالإنجليزية: Ketchikan, Alaska) هي مدينة تقع في ولاية ألاسكا في الولايات المتحدة. تبلغ مساحة هذه المدينة 15.3 (كم²)، وترتفع عن سطح البحر 0 م، بلغ عدد سكانها 8050 نسمة في عام 2010 حسب إحصاء مكتب تعداد الولايات المتحدة.

## التركيبة السكانية
حدّد مكتب تعداد الولايات المتحدة بيانات التركيبة السكانية لكيتشيكان في تعداد الولايات المتحدة. في ما يلي، التركيبة السكانية حسب تعدادي 2000 و2010.

### تعداد عام 2000
بلغ عدد سكان كيتشيكان 7,922 نسمة بحسب تعداد عام 2000، وبلغ عدد الأسر 3,197 أسرة وعدد العائلات 1,956 عائلة مقيمة في المدينة. في حين سجلت الكثافة السكانية 623.8 نسمة لكل كيلومتر مربع (1,615.6/ميل2). وبلغ عدد الوحدات السكنية 3,645 وحدة بمتوسط كثافة قدره 287 لكل كيلومتر مربع (743.3/ميل2).
وتوزع التركيب العرقي للمدينة بنسبة 67.41% من البيض و0.74% من الأمريكيين الأفارقة و17.60% من الأمريكيين الأصليين و6.85% من الأمريكيين ذوي الأصول الآسيوية و0.20% من سكان جزر المحيط الهادئ و0.52% من الأعراق الأخرى و6.68% من عرقين مختلطين أو أكثر و3.38% من الهسبانيون أو اللاتينيون من أي عرق.
بلغ عدد الأسر 3,197 أسرة كانت نسبة 36.4% منها لديها أطفال تحت سن الثامنة عشر تعيش معهم، وبلغت نسبة الأزواج القاطنين مع بعضهم البعض 42.6% من أصل المجموع الكلي للأسر، ونسبة 13.9% من الأسر كان لديها معيلات من الإناث دون وجود شريك، بينما كانت نسبة 4.7% من الأسر لديها معيلون من الذكور دون وجود شريكة وكانت نسبة 38.8% من غير العائلات. تألفت نسبة 31.7% من أصل جميع الأسر من عدة أفراد يعيشون في نفس المنزل ونسبة 7.9% كانت تتألف من شخص يعيش بمفرده يبلغ من العمر 65 عاماً أو أكثر. وبلغ متوسط حجم الأسرة المعيشية 2.42، أما متوسط حجم العائلات فبلغ 3.07.
بلغ العمر الوسطي للسكان 35.8 عاماً. وكانت نسبة 26.7% من القاطنين تحت سن الثامنة عشر، وكانت نسبة 8.1% بين الثامنة عشر والرابعة والعشرين عاماً، ونسبة 30.3% كانت واقعةً في الفئة العمرية ما بين الخامسة والعشرين والرابعة والأربعين عاماً، ونسبة 24% كانت ما بين الخامسة والأربعين والرابعة والستين، ونسبة 8.6% كانت ضمن فئة الخامسة والستين عاماً فما فوق. يوجد لكل 100 أنثى 100.5 ذكر، ويوجد لكل 100 أنثى في الثامنة عشر من عمرها فما فوق 101.4 ذكر.
بلغ متوسط دخل الأسرة في المدينة 45,802 دولارًا، أما متوسط دخل العائلة فبلغ 52,529 دولارًا. وكان متوسط دخل الذكور 41,926 دولارًا مقابل 30,411 دولارًا للإناث. وسجل دخل الفرد الخاص بالمدينة 22,484 دولارًا. وكانت نسبة 4.9% من العائلات ونسبة 7.6% من السكان تحت خط الفقر، وكان من هؤلاء نسبة 9.9% تحت سن الثامنة عشر ونسبة 4.8% في الخامسة والستين من العمر وما فوق.

### تعداد عام 2010
بلغ عدد سكان كيتشيكان 8,050 نسمة بحسب تعداد عام 2010، وبلغ عدد الأسر 3,259 أسرة وعدد العائلات 1,885 عائلة مقيمة في المدينة. في حين سجلت الكثافة السكانية 633.9 نسمة لكل كيلومتر مربع (1,641.8/ميل2). وبلغ عدد الوحدات السكنية 3,731 وحدة بمتوسط كثافة قدره 293.8 لكل كيلومتر مربع (760.9/ميل2).
وتوزع التركيب العرقي للمدينة بنسبة 60.71% من البيض و0.78% من الأمريكيين الأفارقة و16.71% من الأمريكيين الأصليين و10.78% من الأمريكيين ذوي الأصول الآسيوية و0.29% من سكان جزر المحيط الهادئ و0.70% من الأعراق الأخرى و10.04% من عرقين مختلطين أو أكثر و4.37% من الهسبانيون أو اللاتينيون من أي عرق.
بلغ عدد الأسر 3,259 أسرة كانت نسبة 30.8% منها لديها أطفال تحت سن الثامنة عشر تعيش معهم، وبلغت نسبة الأزواج القاطنين مع بعضهم البعض 37.6% من أصل المجموع الكلي للأسر، ونسبة 13.7% من الأسر كان لديها معيلات من الإناث دون وجود شريك، بينما كانت نسبة 6.5% من الأسر لديها معيلون من الذكور دون وجود شريكة وكانت نسبة 42.2% من غير العائلات. تألفت نسبة 33% من أصل جميع الأسر من عدة أفراد يعيشون في نفس المنزل ونسبة 9% كانت تتألف من شخص يعيش بمفرده يبلغ من العمر 65 عاماً أو أكثر. وبلغ متوسط حجم الأسرة المعيشية 2.41، أما متوسط حجم العائلات فبلغ 3.07.
بلغ العمر الوسطي للسكان 36.7 عاماً. وكانت نسبة 23.9% من القاطنين تحت سن الثامنة عشر، وكانت نسبة 9.4% بين الثامنة عشر والرابعة والعشرين عاماً، ونسبة 26.6% كانت واقعةً في الفئة العمرية ما بين الخامسة والعشرين والرابعة والأربعين عاماً، ونسبة 29.4% كانت ما بين الخامسة والأربعين والرابعة والستين، ونسبة 10.7% كانت ضمن فئة الخامسة والستين عاماً فما فوق. وتوزع التركيب الجنسي للسكان بنسبة 50.8% ذكور و49.2% إناث.

## توأمة
لكيتشيكان اتفاقيات توأمة مع كل من:
- بالم ديسيرت
- غيرو

## أعلام
- ليزا آن ماركوفسكي
- داني إدواردز
- جاك كيرك

## وصلات خارجية
- www.city.ketchikan.ak.us
- Community Information نسخة محفوظة 24 فبراير 2014 على موقع واي باك مشين.